# 圖蘭主義

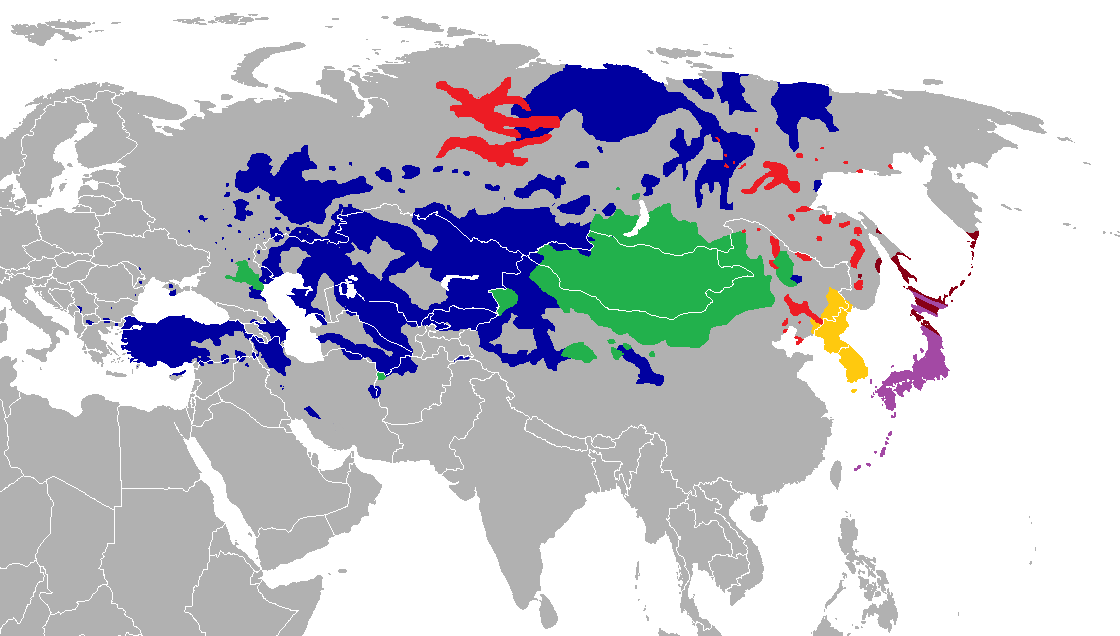
阿尔泰语系

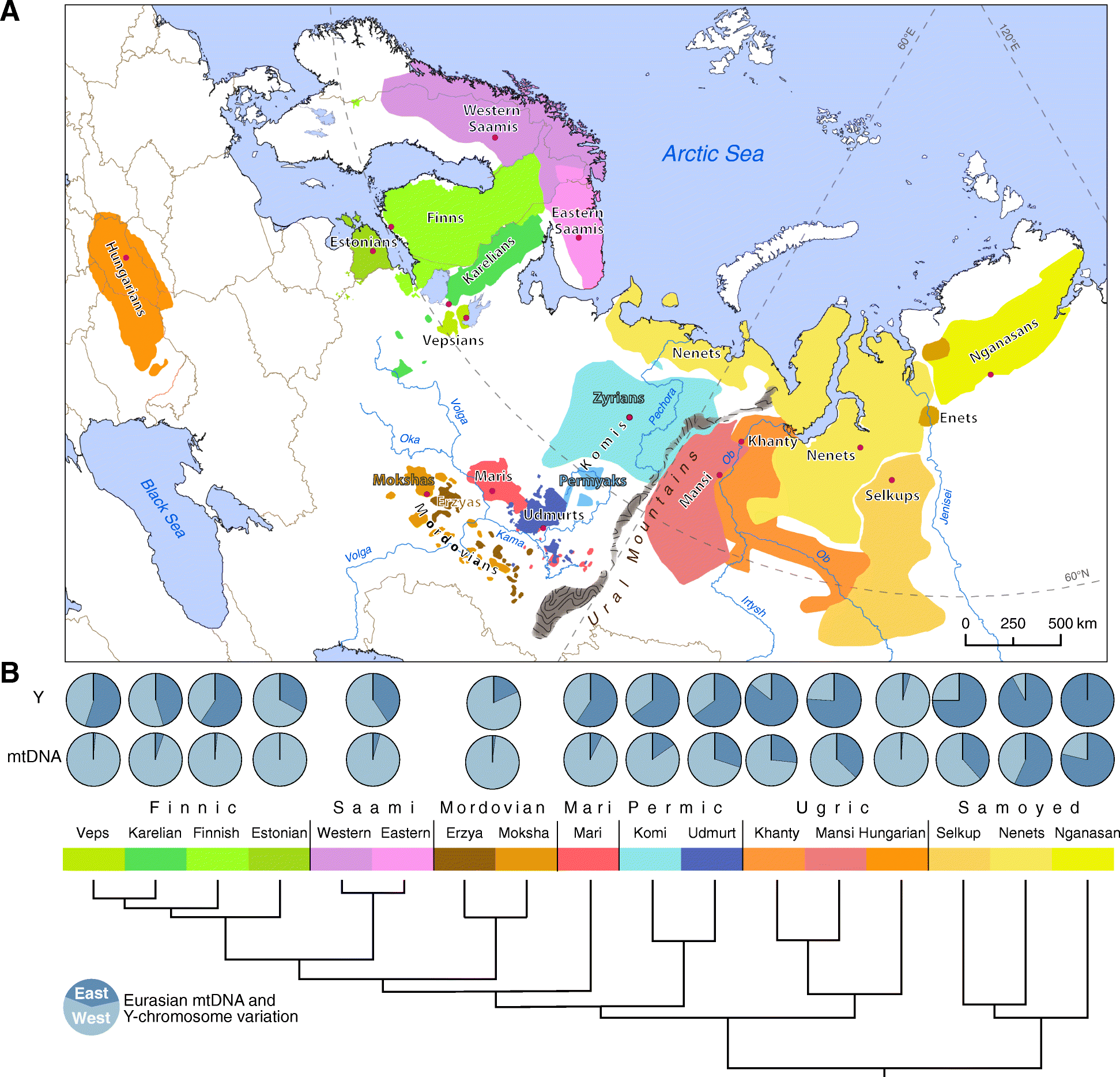
乌拉尔語系分布

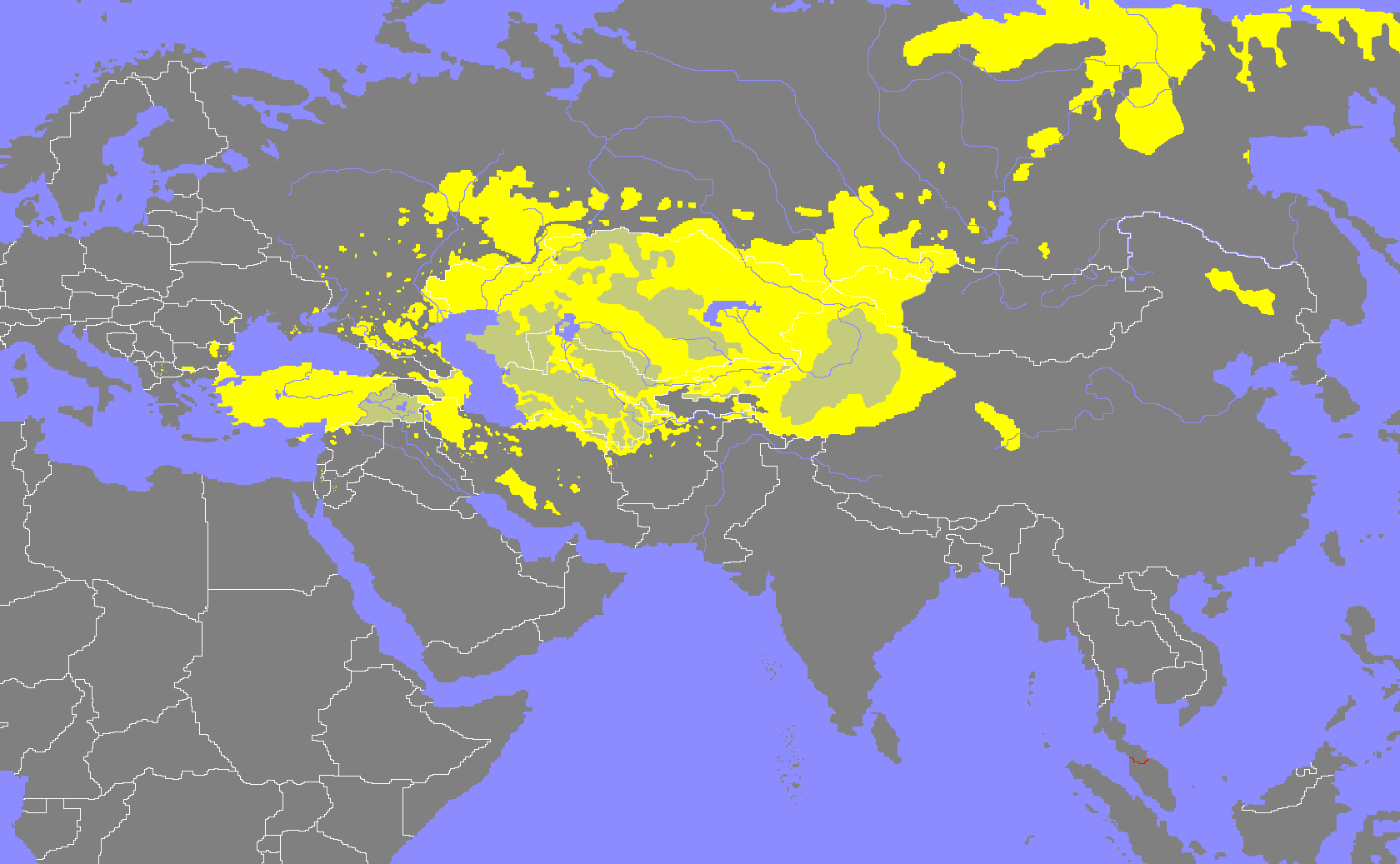
突厥語民族

圖蘭主義，是十九世紀在歐洲萌生的政治理念，指在成立由芬兰及匈牙利，一直延伸至日本東北亞地區的民族政治聯盟。這個政治理念後来在整個東歐，遠至當時作為列強之一的日本帝國和世俗化後的土耳其共和國都得到很大的和應。图兰是指中亞阿姆河以北的眾多民族，這些族群的其中一個共同特征是操乌拉尔-阿尔泰語言，但也有例外。
圖蘭主義者稱芬兰人、日本人、韓國人、薩米人、萨莫耶德人、匈牙利人、土耳其人、蒙古人、滿人等有着共同的未來，是圖蘭民族的一份子，並提倡圖蘭人的種族融和。圖蘭主義也是為抑制同期興起的泛斯拉夫主義。

## 歷史
圖蘭主義最早是源自芬兰民族主义者馬蒂亞斯·卡斯特倫，他鼓吹大圖蘭主義，提倡圖蘭人的種族融和，他的研究認為芬兰人源自中亞的阿爾泰山脈，是一個更大的圖蘭民族的一部分，而不是完全與世隔絕，圖蘭民族包括了马札儿人、突厥人、蒙古人和其他中亞人口。這不僅意味著所有突厥民族的團結（如泛突厥主義一樣），而且還意味著一個更大的圖蘭民族或烏拉爾-阿爾泰斯族的聯盟。
早期鄂圖曼帝国的统治階级受伊斯兰文化影响較深，甚至語言上亦会以阿拉伯语取代突厥語，由於种种原因，並不会以突厥人自居，所以早期突厥人多是指安納托利亞東部不識字的農民和中亞遊牧民。
1804年，韃靼人神學家庫薩維呼籲对伊斯蘭教進行世俗化改革，去除伊斯蘭教对教育的影响，即是扎吉德運動，成为突厥主義的源頭。到1843年俄羅斯境內的突厥人穆斯林開始了世俗教育改革。1880年代，在伏爾加河，發展了新伊斯蘭運動。俄國境內的韃靼民族知識分子利用文化認同意識，激發民族主義的團聚力，通過教育和語言改革，試圖將操突厥語的各民族團結成為一個統一的「突厥民族」，以抵制沙俄政府。沙俄韃靼人易司馬儀·哈斯皮拉里於1883年明確提出：俄羅斯的突厥人應該「在語言上，在思想上和在行動上聯合起來」，他是泛突厥主義之父。其繼承人優素福·阿克楚拉提出把所有突厥民族合併成為一個統一的民族。而在土耳其，有一重要人物茲亞·戈卡爾普，寫了一本書，名為《突厥主義原理》，提出突厥主義的三階段，第一階段統一操烏古斯語支的土耳其人、土庫曼人與亞塞拜然人，第二階段是操欽察語支的突厥民族，遠期理想是圖蘭。1908年，青年土耳其黨人嘗試建立一個突厥人帝國，取代在歐洲的失地。1917年十月革命後，哈斯皮拉里等流亡土耳其。於是，「泛突厥主義」被一些鄂圖曼帝國的知識分子接手，改變成恢復鄂圖曼帝國昔日強大輝煌的民族復興運動的精神支柱，並向世界傳播。其中一個特別提倡泛突厥主義的人物是恩維爾·帕夏，鄂圖曼的戰爭部長和署理總司令。在第一次世界大戰之後，他成為在中亞發生的巴斯玛奇运动的領導者之一，反抗俄羅斯帝國和蘇聯的統治。在蘇聯時代，泛突厥主義受壓抑。
直至十九世紀後期，受德國及東歐的民族主義思想鼓舞，以及在宗教世俗化、民眾宗教意識減淡的情況下，土耳其人的突厥民族觀念變得顯著。1870年代，土耳其突厥民族主义學者齐亚·乔加勒甫，稱突厥人的祖先源自阿尔泰山。到後來在土耳其國父凱末爾的支持下，一个以國家机器推動的龐大文化改革開始，受突厥語運動與改姓令洗體後，一個以冒頓單于的匈奴帝國為祖先的突厥民族重新出現在安納托利亞。在突厥主義的重要人物茲亞·戈卡爾普，寫了名為《突厥主義原理》一書，提出突厥主義的三階段，第一階段統一操烏古斯語支的土耳其人、土庫曼人與亞塞拜然人，第二階段是操欽察語支的突厥民族，遠期理想是中國的圖蘭人。
图兰主义也是匈牙利民族主义者的意识形态之一，他们认为匈牙利人是圖蘭民族的一份子。在第一次世界大戰前半世紀，匈牙利人為抗衡同一時期出現的泛斯拉夫主義，而提倡圖蘭主義。

## 政治組織
青年土耳其党人的意识形态之一是图兰主义，土耳其民族主义行动党与亞塞拜然的灰狼党也是堅定的图兰主义者。